# Aluminerie Alouette
Aluminerie Alouette (franz. Lerche) ist eine Aluminiumhütte in Sept-Îles, Québec, Kanada und wurde 1992 gegründet.
Nachdem die größte Erweiterung des Werkes von September 2002 bis Mai 2005 abgeschlossen wurde, ist sie nun die größte Aluminiumhütte für die primäre Verarbeitung auf den amerikanischen Kontinenten mit einer Jahreskapazität von 550.000 Tonnen.
Der Bau einer Aluminiumhütte in Sept-Îles, Québec, kam durch die Fertigstellung des Wasserkraftwerks Churchill Falls 1972 in Labrador zustande. Stromleitungen von den Churchill-Wasserfällen bringen die Energie zum Hydro-Québec-Übertragungsnetz, welches in der Nähe von Sept-Îles vorbeigeht, wo auch ein bedeutendes Umspannwerk von Hydro-Québec liegt. Durch die niedrigen Stromgebühren von Hydro-Québec und der guten Meeresanbindung hatte sich 1989 ein Konsortium von sechs Unternehmungen für eine gemeinsame Aluminiumhütte an der Südküste von Sept-Îles entschieden. Diese Unternehmen waren: SGF (Kanada), Kobe Aluminum (Japan), Marubeni (Japan), AMAG (Österreich), VAW (Deutschland) und Hoogovens (Niederlande).
Im Jahre 2002 begann man mit der Erweiterung des Werkes, um die Produktion mehr als zu verdoppeln. Diese Phase 2 wurde im Mai 2005 fertiggestellt. Bei maximaler Auslastung werden 800 MW Elektrizität benötigt.
Momentan hat Alouette fünf Aktionäre: Alcan (Kanada, 40 %), AMAG (Österreich, 20 %), Norsk Hydro (Norwegen, 20 %), SGF (Kanada, 13,33 %), Marubeni (Japan, 6,67 %).